# 브렛 버틀러 (배우)

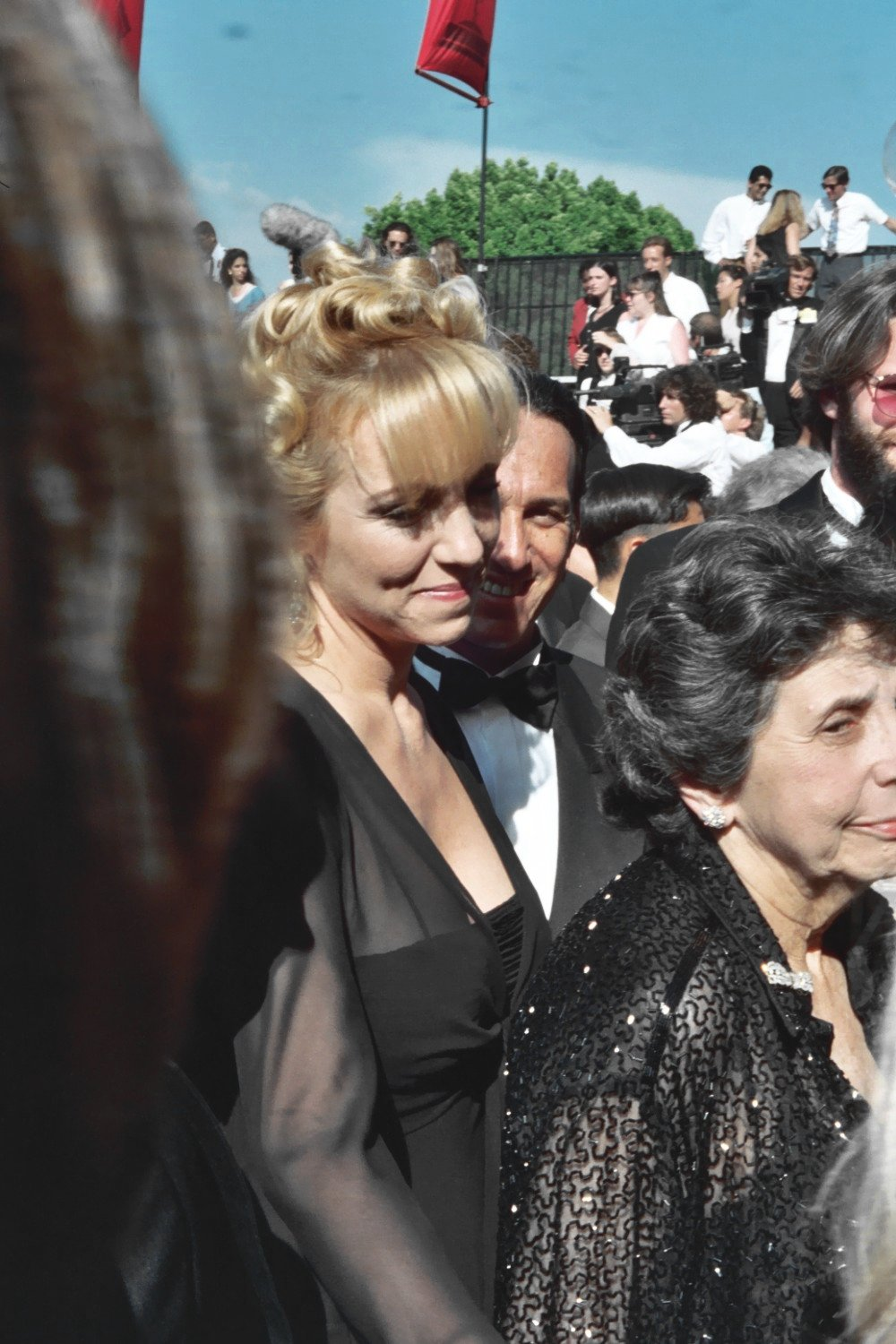

브렛 버틀러(Brett Butler, 1958년 1월 30일 ~ )는 미국의 텔레비전 배우, 영화배우, 각본가, 작가이다.
몽고메리에서 태어났다.